# Agomadaranus pardalis
Agomadaranus pardalis es una especie de coleóptero de la familia Attelabidae.

## Distribución geográfica
Habita en Japón y Rusia.